# 洛伊·玛塔酋长领地
洛伊·玛塔（Roi Mata、Roymata或Roy Mata）是16世紀末至17世纪初美拉尼西亚的一位酋长，其領地位於現今的瓦努阿图。1967年，法国考古学家José Garanger发现了洛伊·玛塔的坟墓，里面有超过25名随从的遺骸，并于2008年被列入世界遗产名录。José Garanger是通过分析当地的民间传说，從而在埃雷托卡島上找到了这个坟墓。根据传说，当洛伊·玛塔征服这片土地时，他的第一个目标是将各部落联合起来组成一支军队。洛伊·玛塔最終被他的兄弟毒死。他的尸体没有埋葬在他的家乡。
2008年，埃法特岛、萊萊帕島和埃雷托卡島的三个与洛伊·玛塔有关的遗址被联合国教科文组织列为世界遗产。 

洛伊·玛塔酋长领地地图

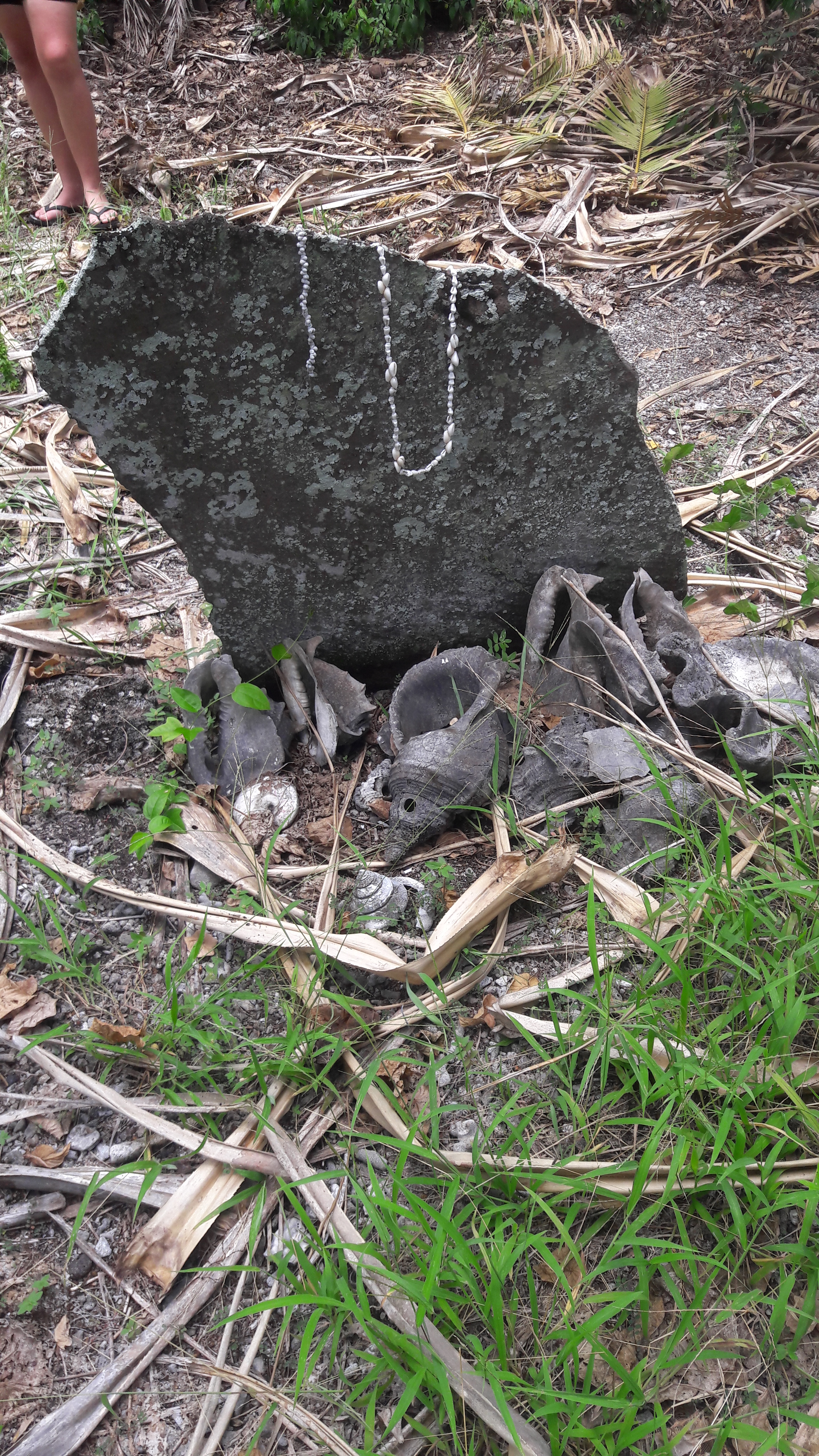
洛伊·玛塔酋长的坟墓（埃拉托卡岛，2017年1月8日）
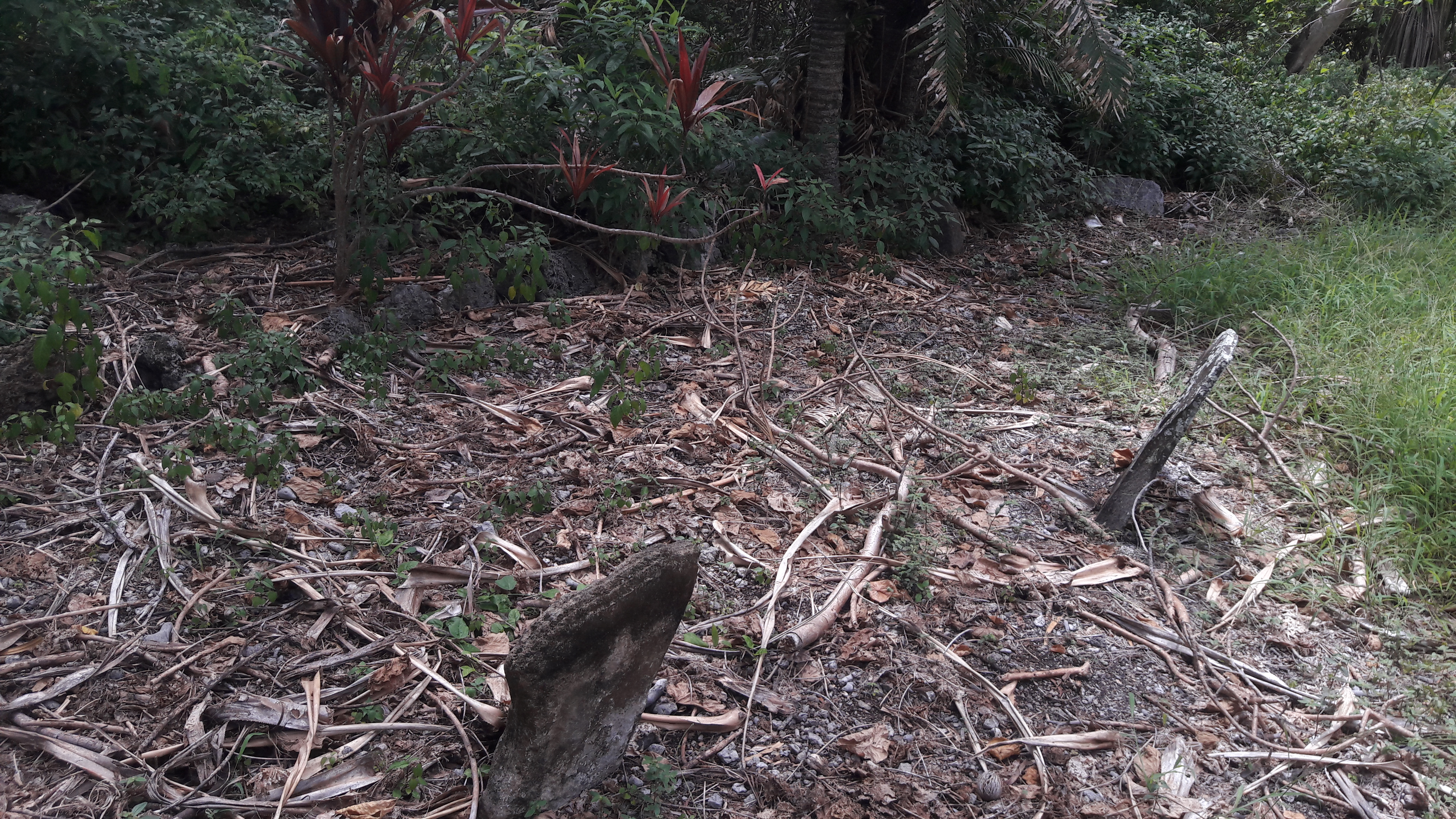
洛伊·玛塔酋长妻子的墓碑（埃拉托卡岛，2017年1月8日）